# Ischnosiphon arouma
Espèce
Synonymes
- Hymenocharis arouma (Aubl.) Kuntze
- Maranta arouma Aubl. - Basionyme[2]

Ischnosiphon arouma est une espèce herbacée néotropicale appartenant à la famille des Marantaceae.
Elle est bien connue en Amazonie et sur le plateau des Guyanes pour ses usages en vannerie traditionnelle.
En Guyane, on l'appelle arouman, arouman rouge (créole, ulu (Wayãpi), wevgi (Palikur), arumã (Portugais), waruma (Kali'na), wama (Wayana), Itiriti (Arawak), weiman (Aluku).

## Description
L'inflorescence d'Ischnosiphon arouma est caractéristique des Marantaceae. Il s'agit d'une panicule d‘inflorescences spiciformes, c'est-à-dire un racème composé d'inflorescences elles-mêmes racémeuses (drépaniums) d’inflorescences spiciformes, qui sont elles-mêmes des panicules de diades (ou racème de drépaniums de diades).

## Écologie
Ischnosiphon arouma croît préférentiellement en bouquet de quelques individus disséminés, dans les sous-bois forestiers, sur des sols bien drainés.

## Utilisations
Cette plante est bien connue pour son usage dans la vannerie traditionnelle. Des études ont été menées sur la durabilité de l'exploitation de cette ressource naturelle,,,.
Les Palikur l'emploient également dans des remèdes pour soigner les morsures de serpent et contre le bégaiement.

## Histoire naturelle
En 1775, le botaniste Aublet propose la diagnose suivante :
« MARANTA (Arouma) caule inferne nudo.

Bermudiana juncea, caule altiſſimo. Plum. MJf. 5. t. 23 & 24. »

« AROUMA des Caraïbes. Les Caraïbes ſe fervent auſſi des tiges fendues de cet arouma pour faire des pagaras. »